# NGC 2221
NGC 2221 est une galaxie spirale vue par la tranche et située dans la constellation du Peintre. NGC 2221 a été découverte par l'astronome britannique John Herschel en 1834.

## Caractéristiques

### Distance
La classe de luminosité de NGC 2221 est I et elle présente une large raie HI.
Sa vitesse par rapport au fond diffus cosmologique est de (2 628 ± 36) km/s, ce qui correspond à une distance de Hubble de 38,8 ± 2,8 Mpc (∼127 millions d'al).

### Luminosité dans l'infrarouge
La luminosité de la galaxie NGC 2221 dans l'infrarouge lointain (de 40 à 400 µm)  est égale à 2,04 × 1010 {\displaystyle L_{\odot }} (1010,31{\displaystyle L_{\odot }}) et sa luminosité totale dans l'infrarouge (de 8 à 1 000 µm) est de 2,45 × 1010 {\displaystyle L_{\odot }} (1010,39{\displaystyle L_{\odot }}).

## Triplet de galaxies
Les galaxies NGC 2221, NGC 2222 et ESO 161-1 sont très rapprochées sur la sphère céleste. NGC 2221 et NGC 2222 ont une vitesse radiale semblable, 2 532 km/s pour la première et 2 602 km/s pour la deuxième. Ces deux galaxies forment donc une paire de galaxies en interaction gravitationnelle. Selon cette étude, ESO 161-1 serait aussi à peu près à la même distance de nous, soit 37,9 ± 2,7 Mpc (∼124 millions d'al). Les trois galaxies forment donc un triplet de galaxies.